# Daisy Cleverley
Daisy Grace Wilson Cleverley (Auckland, Nueva Zelanda; 30 de abril de 1997) es una futbolista neozelandeza. Juega de centrocampista y su equipo actual es el HB Køge de la Elitedivisionen danesa. Es internacional absoluta por la selección de Nueva Zelanda desde 2014.

## Selección nacional
A nivel juvenil, Cleverley disputó la Copa Mundial Femenina de Fútbol Sub-17 de 2012, la Copa Mundial Femenina de Fútbol Sub-17 de 2014 y la Copa Mundial Femenina de Fútbol Sub-20 de 2014.
Debutó por la por la selección de Nueva Zelanda el 25 de octubre de 2014 ante Tonga, fue victoria por 16-0. Fue citada a la Copa Mundial Femenina de Fútbol de 2015 y la Copa Mundial Femenina de Fútbol de 2019.

### Participaciones en copas continentales
| Copa                               | Sede               | Resultado |
| ---------------------------------- | ------------------ | --------- |
| Campeonato Femenino de la OFC 2014 | Papúa Nueva Guinea | Campeón   |

### Participaciones en juegos olímpicos
| Copa                           | Sede  | Resultado      |
| ------------------------------ | ----- | -------------- |
| Juegos Olímpicos de Tokio 2020 | Japón | Fase de grupos |

### Participaciones en copas mundiales
| Copa                                    | Sede    | Resultado      |
| --------------------------------------- | ------- | -------------- |
| Copa Mundial Femenina de Fútbol de 2015 | Canadá  | Fase de grupos |
| Copa Mundial Femenina de Fútbol de 2019 | Francia | Fase de grupos |

## Clubes
| Club                                    | País           | Año           |
| --------------------------------------- | -------------- | ------------- |
| California Golden Bears (Universitario) | Estados Unidos | 2017-2019     |
| Georgetown Hoyas (universitario)        | Estados Unidos | 2020-2022     |
| HB Køge                                 | Dinamarca      | 2022-presente |

## Palmarés

### Títulos internacionales
| Título                        | Equipo                     | Sede               | Año  |
| ----------------------------- | -------------------------- | ------------------ | ---- |
| Campeonato Femenino de la OFC | Selección de Nueva Zelanda | Papúa Nueva Guinea | 2014 |